# Forças armadas da Índia
As Forças Armadas da Índia são as forças armadas globais unificadas da República da Índia, que engloba o Exército da Índia, a Força Aérea da Índia, a Marinha da Índia e várias outras instituições de inter-serviços. O Presidente da Índia serve como o comandante em chefe das Forças Armadas, enquanto o efetivo poder executivo é detido pelo Chefe de Governo, o Primeiro-Ministro.